# Мизівська дача
Мизівська дача — ботанічний заказник місцевого значення. Об'єкт розташований на території Ковельського району Волинської області, на захід від села Мизове.
Площа — 14 га, статус отриманий у 1991 році на підставі рішення облвиконкому від 31.10.1991 № 226. Перебуває у віданні філії «Ковельське лісове господарство», Старовижівське лісництво, квартал 46, виділи 2, 9, 10, 27. 
Охороняється ділянка дубово-соснового лісу віком до 70 років, де у трав'яному покриві зростають череда трироздільна (Bidens tripartita), чистотіл звичайний (Chelidonium majus), грицики звичайні (Capsella bursa-pastoris), чорниця (Vaccinium myrtillus) та велика популяція конвалії звичайної (Convallaria majalis).

## Галерея

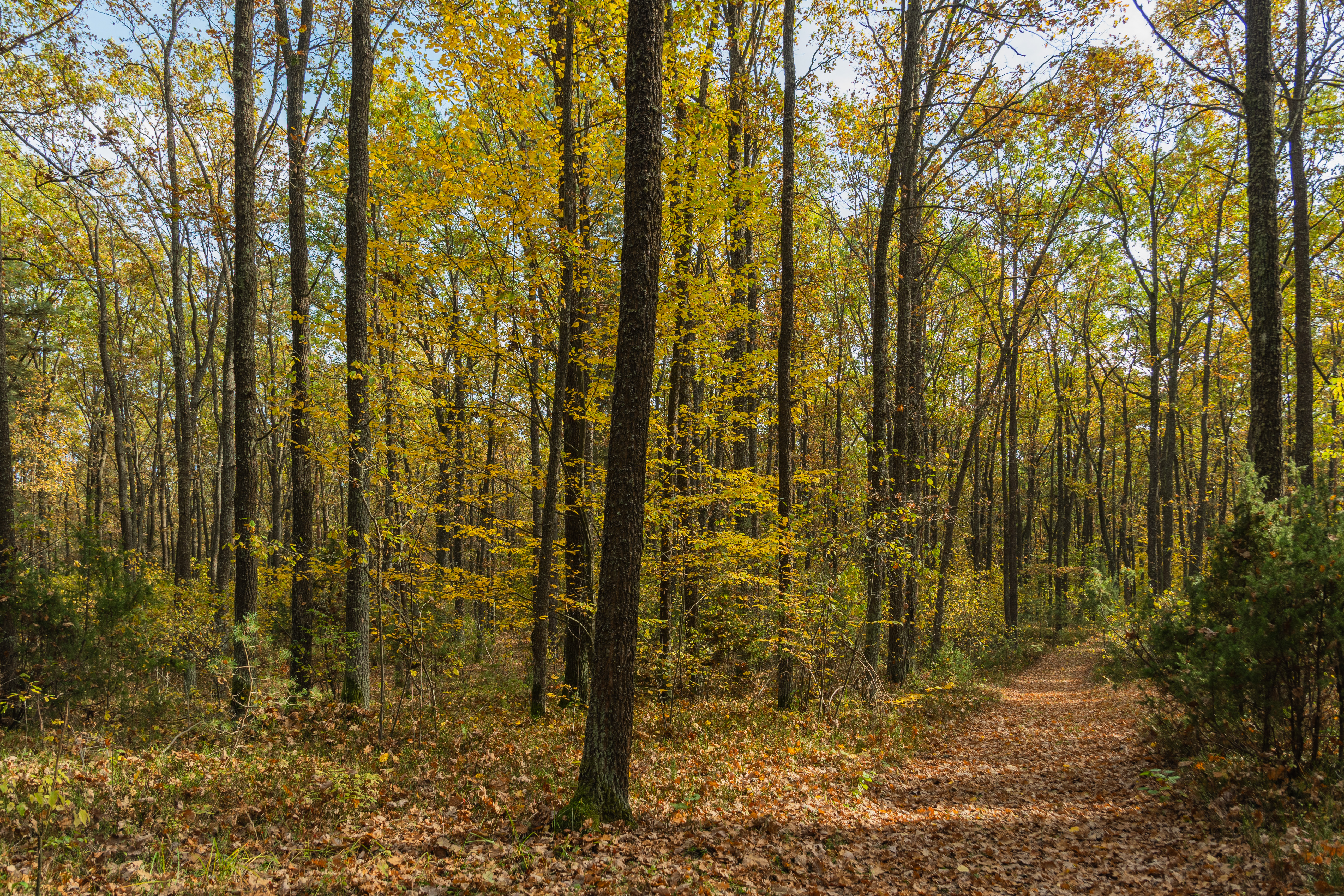
Вигляд на Мизівську дачу з Півночі

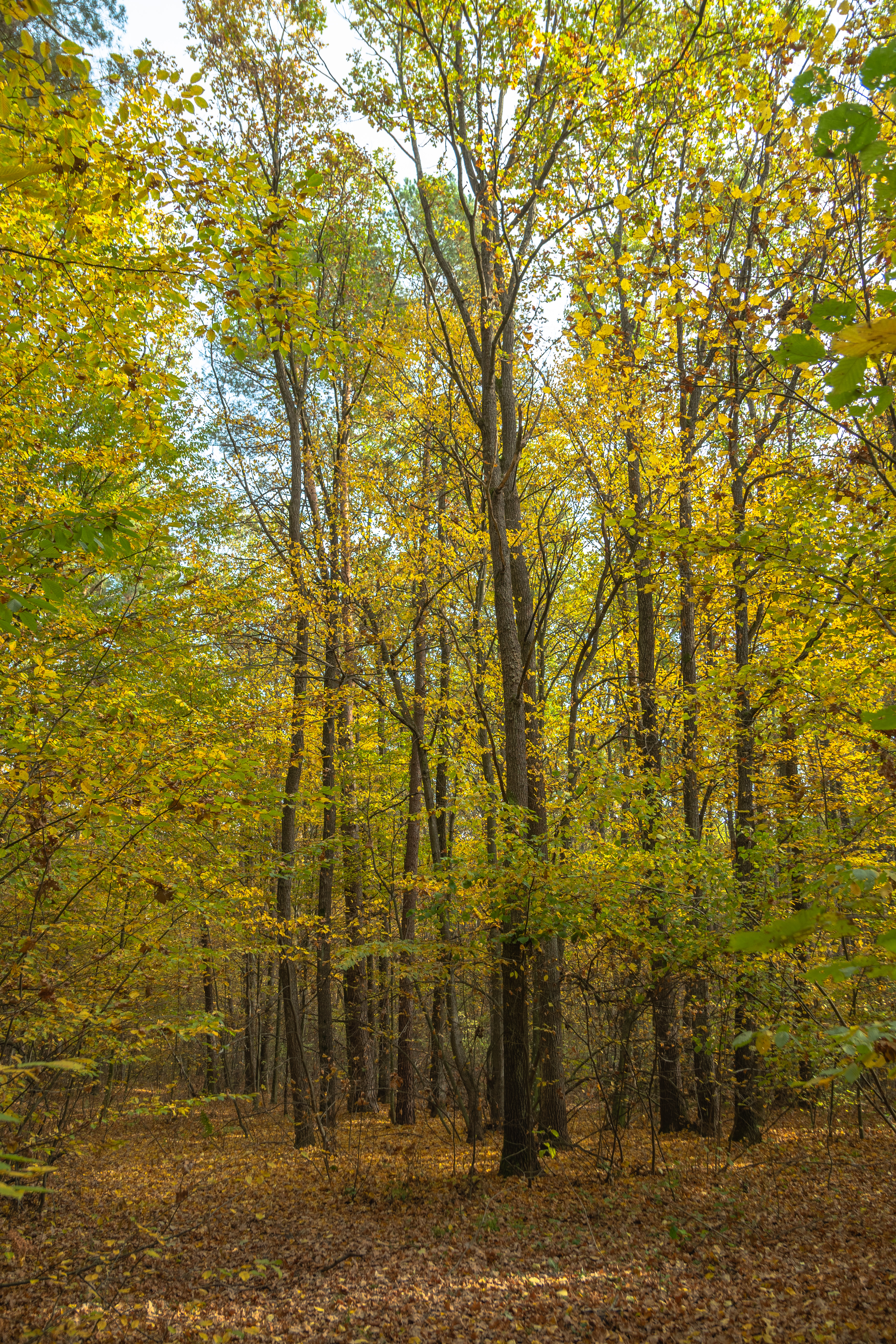
Центральний вигляд на Мизівську дачу

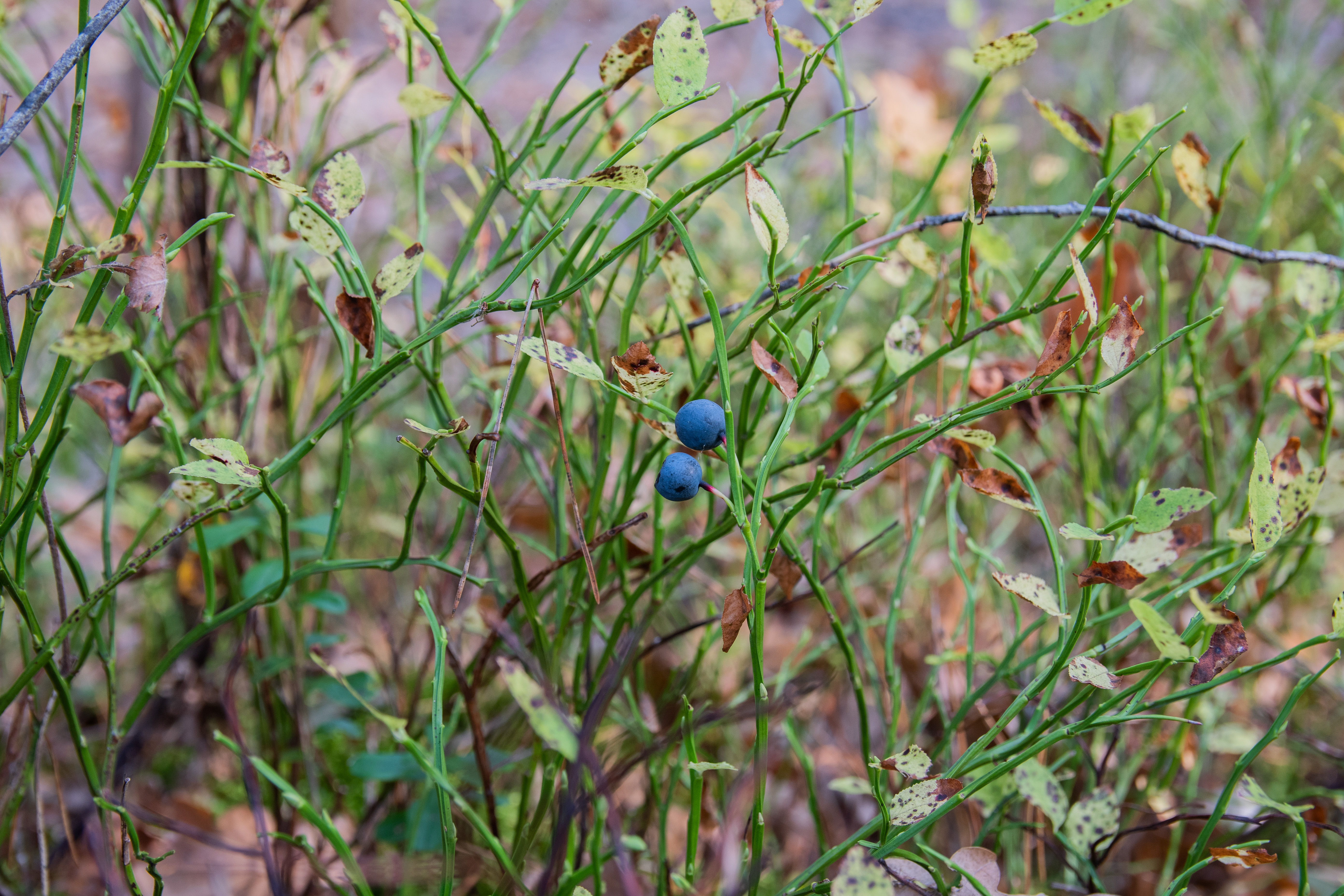
Ягоди Чорниці звичайної в ботанічному заказнику Мизівська дача

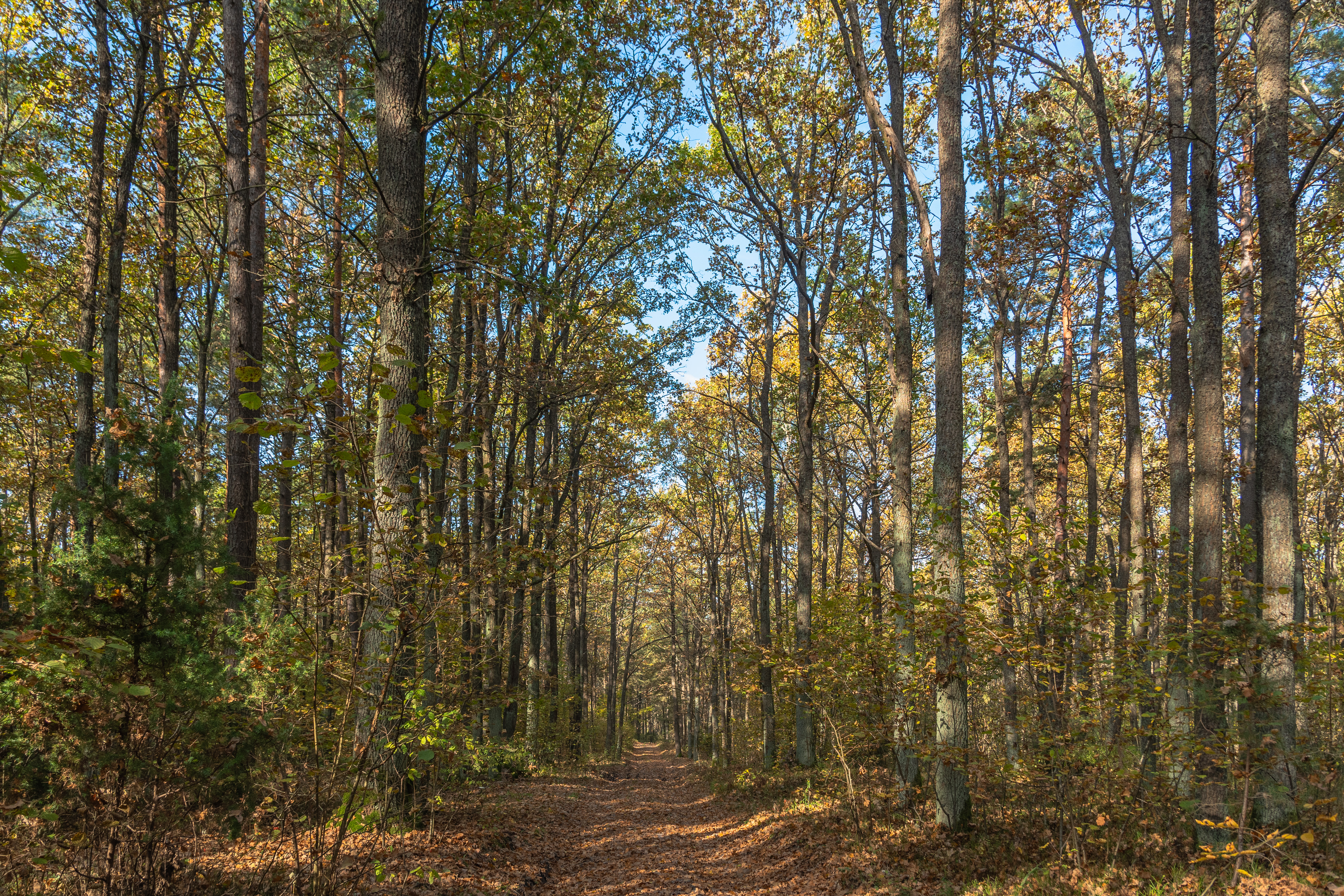
Вигляд зі сходу
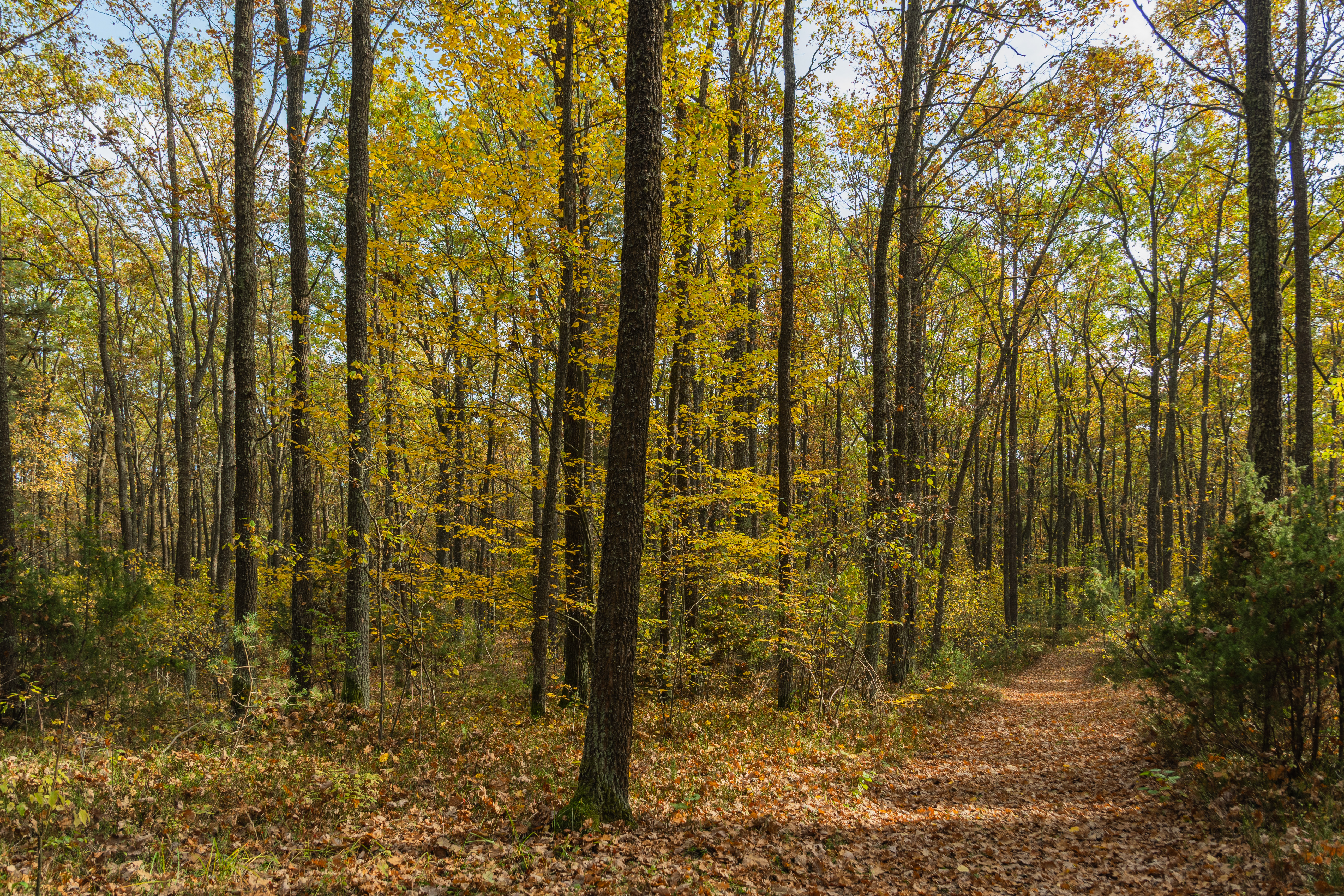
Вигляд з півночі
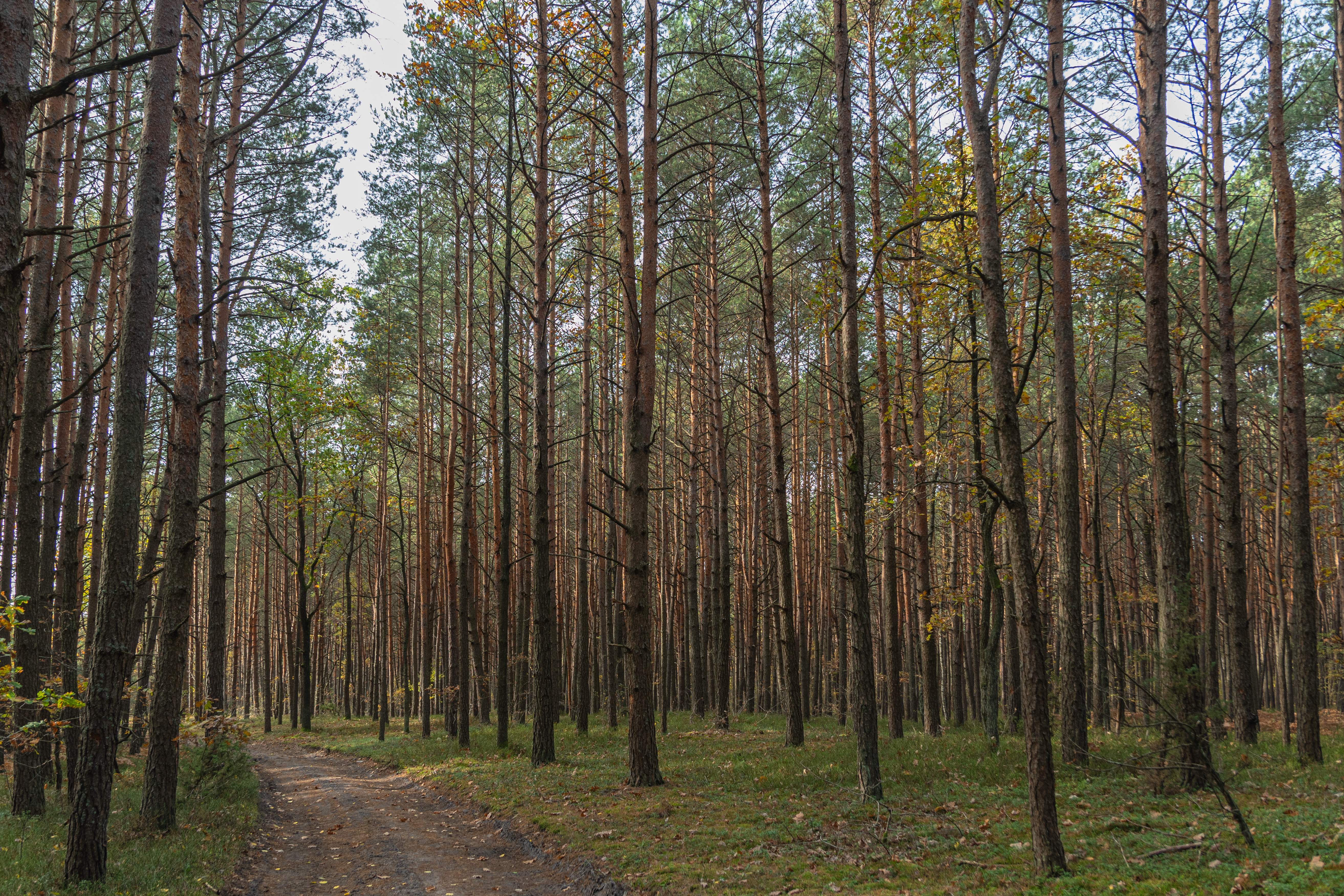
Вигляд у центрі
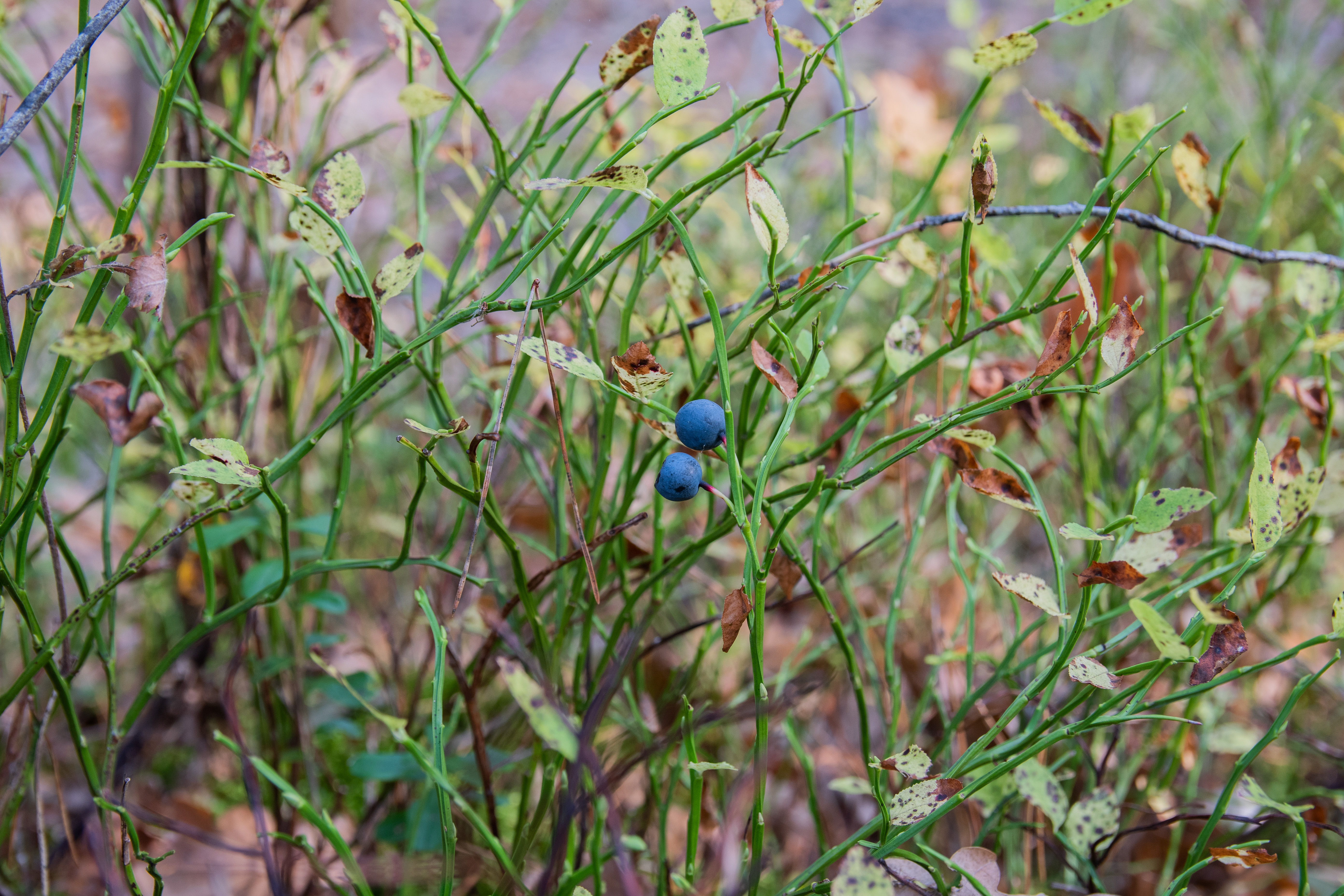
Чорниця звичайна у жовтні

| Україна | Це незавершена стаття з географії України. Ви можете допомогти проєкту, виправивши або дописавши її. |